# اندشوتس
اندشوتس (به آلمانی: Endschütz) یک شهر در آلمان است که در Greiz واقع شده‌است. اندشوتس ۳۷۶ نفر جمعیت دارد.